# Batesia hypoxantha
Batesia hypoxantha är en fjärilsart som beskrevs av Osbert Salvin och Frederick DuCane Godman 1868. Batesia hypoxantha ingår i släktet Batesia och familjen praktfjärilar. Inga underarter finns listade i Catalogue of Life.